# Азорские острова
Азо́рские острова́ (порт. Açores [ɐˈsoɾɨʃ]) — архипелаг в Атлантическом океане, занимаемый одноимённым автономным регионом Португалии.

## Этимология
Название островов, скорее всего, происходит от устаревшего португальского слова «azures» (созвучно русскому «лазурь»), что буквально означает «голубые». Есть и более поэтичная версия, утверждающая, что своё название острова взяли от слова «Açor» — ястреб («Ястребиными» острова называли арабы). По легенде мореходов, ястребы летели к своим гнёздам и указали путь к островам. Тем не менее, поскольку в реальности эта птица никогда не обитала в данном регионе, учёные считают эту версию наименее вероятной.

## Природа и природные ресурсы
Архипелаг состоит из островов вулканического происхождения. Действующий вулкан Пику (2351 м) является крупнейшей вершиной Португалии.
Азорские острова — родина эндемичных видов животных и растений, таких как азорина (Azorina) и азорский снегирь (Pyrrhula murina).
В 1995 году Азорские острова получили премию ЕС за сохранение первозданной природы и развитие экологического туризма.

## Состав архипелага
Острова делятся на три группы:
| № | Остров      | Группа островов    | Площадь, км² | Высшая точка, м | Население, чел. (2011) | Плотность, чел./км² | Береговая линия, км | Главный город          |
| - | ----------- | ------------------ | ------------ | --------------- | ---------------------- | ------------------- | ------------------- | ---------------------- |
| 1 | Сан-Мигел   | Восточная группа   | 747          | 1103            | 137 856                | 184,55              | 155,0               | Понта-Делгада          |
| 2 | Санта-Мария | Восточная группа   | 97           | 587             | 5 552                  | 57,24               | 46,0                | Вила-ду-Порту          |
| 3 | Фаял        | Центральная группа | 172          | 1043            | 14 994                 | 87,17               | 80,0                | Орта                   |
| 4 | Пику        | Центральная группа | 447          | 2351            | 14 148                 | 31,65               | 110,0               | Мадалена               |
| 5 | Грасиоза    | Центральная группа | 61           | 404             | 4 391                  | 71,98               | 34,0                | Санта-Круш-да-Грасиоза |
| 6 | Сан-Жоржи   | Центральная группа | 237          | 1053            | 9 171                  | 38,70               | 115,0               | Велаш                  |
| 7 | Терсейра    | Центральная группа | 402          | 1021            | 56 437                 | 140,39              | 85,0                | Ангра-ду-Эроишму       |
| 8 | Флориш      | Западная группа    | 142          | 914             | 3 793                  | 26,71               | 48,0                | Санта-Круш-даш-Флореш  |
| 9 | Корву       | Западная группа    | 17           | 718             | 430                    | 25,29               | 18,0                | Вила-ду-Корву          |
|   | Всего       |                    | 2322         |                 | 246 772                | 106,28              |                     |                        |

## Климат
Климат на островах субтропический морской.
- Средняя температура зимой 18—19 °C, летом 24—25 °C.
- Максимальное месячное количество осадков 110 мм. Годовое количество осадков увеличивается в западном направлении от 700 мм на Сан-Мигеле до 1600 мм на Флорише. С июня по сентябрь преобладает сухая и малооблачная погода. Температура воды в течение года колеблется от +17 до +23 °C. Погода может быть неустойчивой.

Температура и количество осадков усреднены для всех Азорских островов.

## История
Точных данных о времени открытия островов не существует, однако есть основания полагать, что Азорские острова были известны ещё карфагенянам. Это доказывают найденные на Корву пунические монеты. Также их знали норманны и арабы. Предположительно в IX веке здесь высаживались викинги.
В средние века было сделано множество упоминаний европейцами о Западных островах, под которыми, очевидно, имелись в виду Азоры, Канарские острова и Мадейра. Первые итальянские и испанские карты и атласы с чётко обозначенными на них Азорскими островами появляются в XIII—XIV веках. Также неизвестно, кто из капитанов принца Генриха Мореплавателя первым высадился на этих островах. Предположительно это сделал Диогу Силвеш (Diogo de Silves) в 1427 году. Достоверно известно лишь то, что в письме, датированном 1439 годом, португальский король подтверждает открытие Азор и предоставляет «отпуск» принцу Генриху, для того, чтобы тот занялся их освоением. На момент открытия острова были необитаемыми.
Колонизация островов началась в 1439 году, в основном жителями Пиренейского полуострова. В следующем веке на Азорские острова начали также прибывать жители других европейских стран, в первую очередь из северной Франции и Фландрии.
В 1493 году Христофор Колумб, возвращаясь из своего путешествия в Америку, сделал остановку на Санта-Марии и прослушал мессу в церкви Девы Вознесения, выполнив, таким образом, обет, который он дал в море. Впрочем, по приказу губернатора острова он был арестован, поскольку власти приняли его за пирата. Великому мореплавателю пришлось доказывать свою невиновность, и после этого он был освобождён.
В XVII веке Азоры становятся центром торговли между Европой, Индией и Америкой. Их гавани принимают галеоны, гружёные золотом и сокровищами, вывезенными из Перу и Мексики, в результате чего острова подвергаются постоянным нападениям французских, английских, алжирских и турецких пиратов.
Последующие столетия были более спокойными, но в 1829 году Азоры вновь попали на страницы большой истории благодаря роли острова Терсейра в борьбе с режимом абсолютистов. Здесь сформировались либеральные силы, впоследствии распространившиеся и на материковой Португалии. В XIX и XX веках развитие региона происходило в основном благодаря земледелию, животноводству и рыболовству.
В 1907 году доктор Генрих Абре предложил Российской империи приобрести два острова Азорского архипелага (du Canti и Du Chieres). Морской генеральный штаб отклонил предложение в связи с невозможностью оборудования этих островов под базу флота или угольную станцию и использования их в случае войны с США, Великобританией или Японией.
В 1976 году Азоры стали автономным регионом Португалии.